# Max Pape
Max Pape (Berlino, 1886 – Berlino, 1947) è stato un nuotatore tedesco.
Partecipò alle gare di nuoto dei Giochi olimpici intermedi di Atene del 1904, vincendo una medaglia d'argento nella staffetta 4x250m stile libero, con la squadra tedesca, composta anche da Ernst Bahnmeyer, Emil Rausch e Oscar Schiele, con un tempo totale di 17'16"2, e arrivò quarto nella finale della gara di 1 miglio stile libero, con un tempo di 32'34"6.